# Église de la Nativité-de-la-Sainte-Vierge de Viffort
Pour les articles homonymes, voir Église de la Nativité.
L'église de la Nativité-de-la-Sainte-Vierge est une église située à Viffort, en France.

## Description
L'église de Viffort a une nef du XIIe siècle plafonnée au XVIe, un chœur ogival du XIIIe et des restes de vitraux du XVIe. Les poutres en bois ont été sculptées par des lépreux à la maladrerie de Montlevon et sont toutes différentes.

## Localisation
L'église est située sur la commune de Viffort, dans le département de l'Aisne.

## Historique
Cette église date des XIIe, XIIIe  et  XVIe siècles.
Le monument est classé au titre des monuments historiques en 1920.

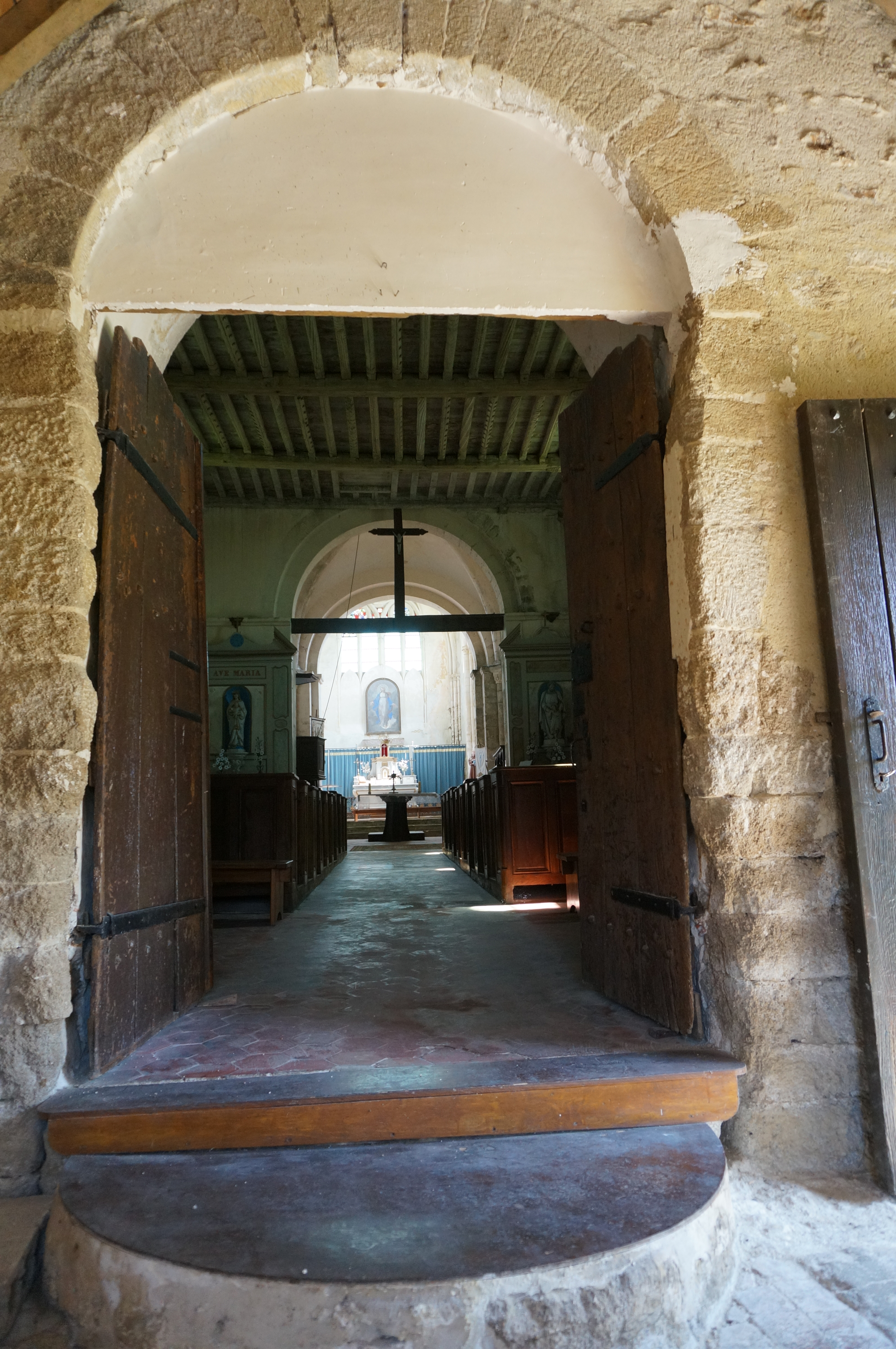
Vue de la nef depuis le narthex.
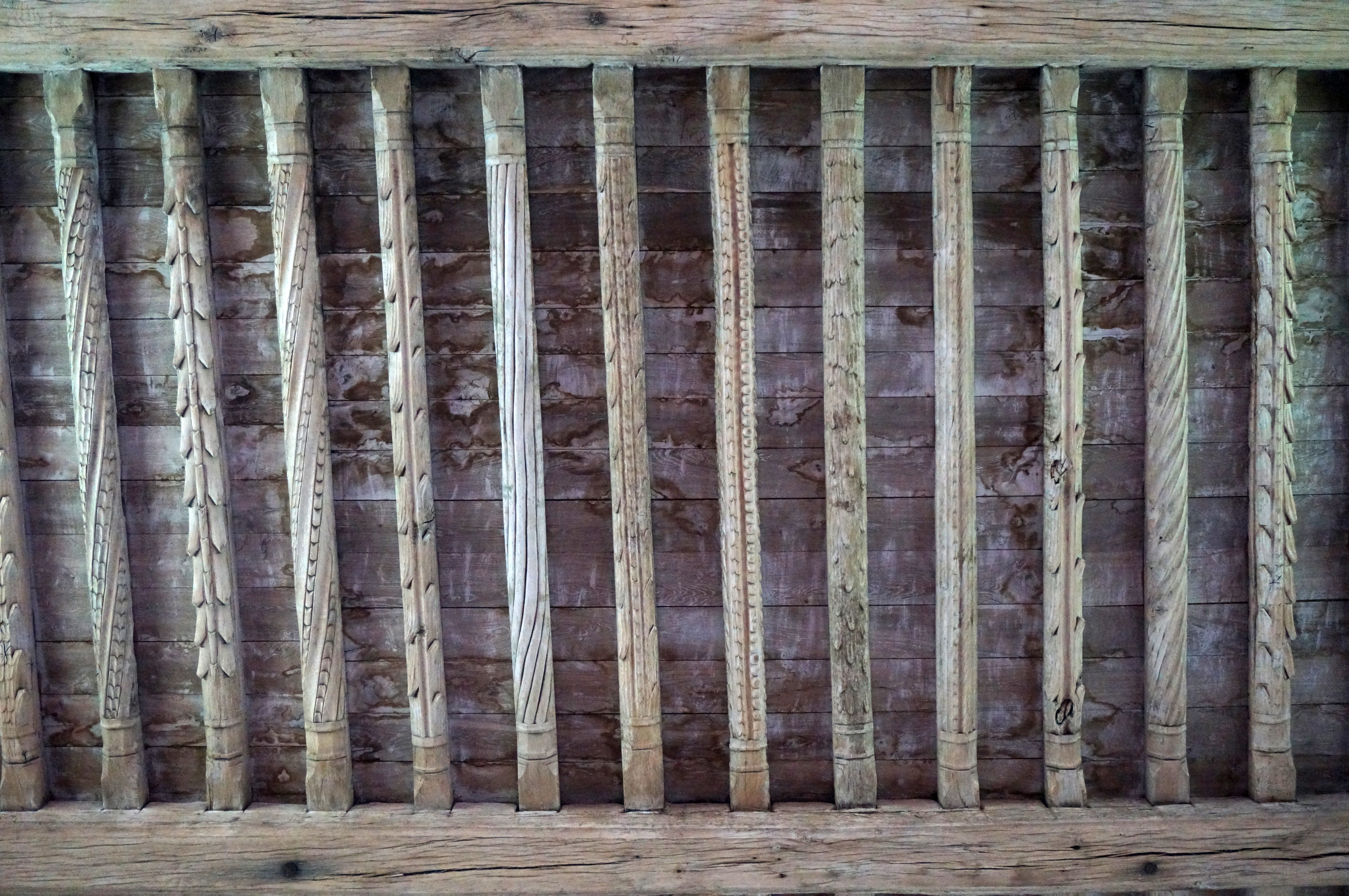
Des poutres sculptées.
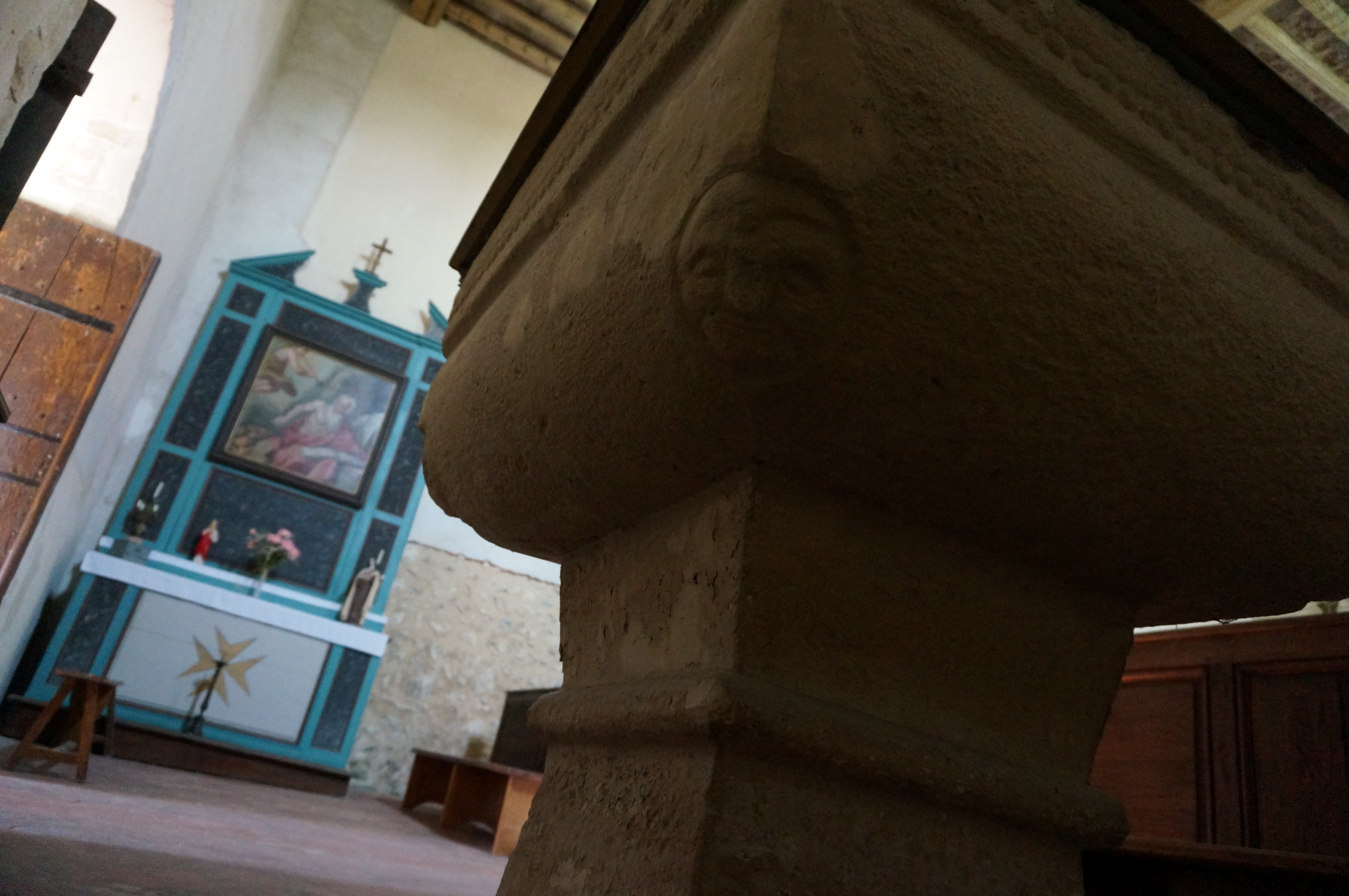
Autel, peinture de Moïse et fonts baptismaux sculptés.
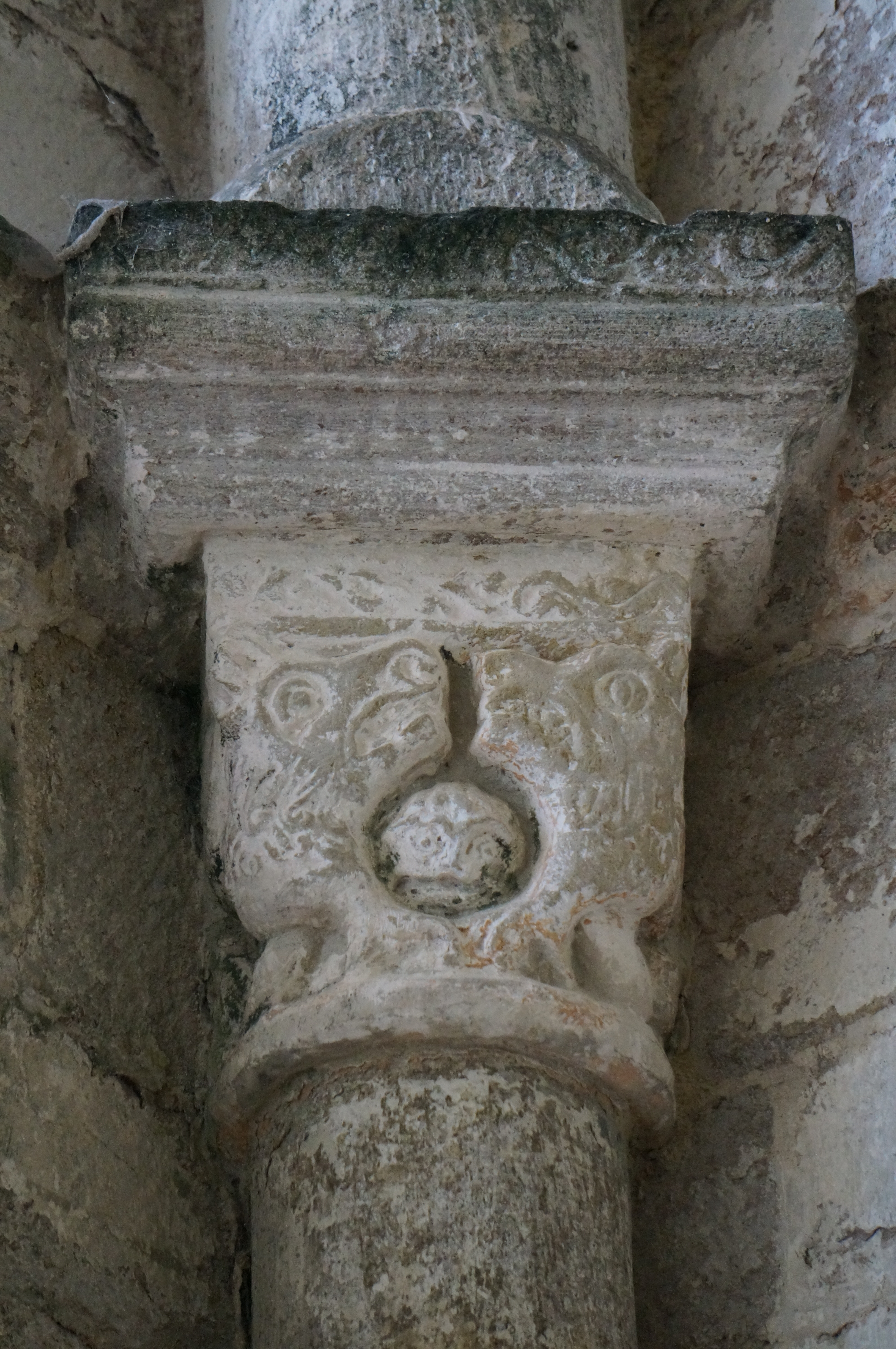
Un chapiteau.